# Bosgrond
Met bosgrond wordt meestal de bovenste grondlaag van de grond aangeduid, waarin de bomen van het bos groeien.
Door de invloed van de bomen op de bodem ontstaat een speciale structuur. Zo ontstaat naaldbosgrond doordat de afgevallen naalden van naaldbomen slecht verteren en zich ophopen. Deze bosgrond heeft een zeer luchtige structuur en werd vroeger veel gebruikt als potgrond voor kamerplanten uit het geslacht Anthurium.
Bomen kunnen op veel verschillende grondsoorten groeien en zelfs in rotsspleten. Bossen komen in Nederland vooral veel voor op arme zandgrond, maar ook op kleigrond, veengrond en löss komen bossen voor.